# Watsonia stenosiphon
Watsonia stenosiphon är en irisväxtart som beskrevs av Harriet Margaret Louisa Bolus. Watsonia stenosiphon ingår i släktet Watsonia och familjen irisväxter. Inga underarter finns listade i Catalogue of Life.